# Woman Like Me
„Woman Like Me” – utwór żeńskiego zespołu brytyjskiego Little Mix powstały przy gościnnym udziale trynidadzko-amerykańskiej raperki Nicki Minaj, który został wydany 12 października 2018 roku przez wytwórnię Syco Music jako główny singel promujący piąty album studyjny grupy – LM5.
Każda członkini formacji potwierdziła wypuszczenie nagrania przez dodanie 30 września na swoje konta na portalach społecznościowych oficjalnego zwiastuna.
Singiel w Polsce uzyskał status platynowej płyty.

## Informacje o utworze
Podczas emisji kolejnego notowania listy The Official Vodafone Big Top 40 w radiu Capital FM, brytyjska piosenkarka i autorka tekstów Jess Glynne opowiedziała o napisaniu utworu na jej drugi album studyjny, Always In Between z Edem Sheeranem oraz Steve’em Maciem, jednakże ostatecznie dała materiał Little Mix, ponieważ nie pasował on do motywu przewodniego krążka Glynne.

## Okładka
Okładka singla została ujawniona na oficjalnym Instagramie i Twitterze zespołu, na której zauważono jej różnicę wyglądającej bardziej naturalnie niż zazwyczaj, a także zmianę stylu modowego – cztery członkinie mają na sobie czarne golfy z marki Dolce & Gabbana.

## Teledysk
Teledysk do utworu został nagrany pod koniec września w Knebworth House w Hertfordshire.